# Советская Сибирь (издательство)
Издательство и типография «Советская Сибирь» — одно из крупнейших газетно-журнальных издательств СССР, основанное в Новосибирске в 1923 году, вскоре после создания газеты Новосибирского губкома РКП(Б) «Советская Сибирь». 
В настоящее время является крупнейшей типографией за Уралом.
В советскую же эпоху было вторым по величине в стране, после издательства «Правда». Ежедневно здесь печатается 19 центральных газет, газеты города и области, многие иллюстрированные журналы и книги. Тираж изданий превышает два млн экземпляров. Разрабатывается, печатается и вырубается упаковка из картона и микрогофрокартона.
С 2008 года типография находится в доверительном управлении ЗАО «Информационно-издательский концерн „Российская газета“».

## История
15 декабря 1922 года, в целях увеличения тиражей газеты «Советская Сибирь», журналов и изданий Госиздата и их удешевления, Сибревком постановил: «1-ю и 2-ю государственные типографии [города Ново-Николаевска] со всем личным персоналом, оборудованием и инвентарем, материальными и прочими оборотными средствами передать из ведения Новониколаевского Губсовнархоза в распоряжение Сибгосиздата и  редакции «Советская Сибирь». Таким образом при редакции газеты происходит создание крупнейшей типографской базы региона. Полноценная работа новой типографии началась с января 1923 года.
1 октября 1923 года после слияния типографии «Советская Сибирь» с редакцией журнала «Жизнь Сибири» появилось издательско-типографское объединение «Советская Сибирь», которое в 1924 году издавало 13 периодических изданий, в том числе девять газет (тираж — 98 300).
1 октября 1929 года согласно постановлению Сибкрайисполкома создано издательство «Советская Сибирь», выпускавшее в 1930 году 14 газет.
В первый период Великой Отечественной войны из-за мобилизации на фронт сотрудников «Советской Сибири» (наборщиков, печатников и т. д.) производительность издательства заметно сократилась, однако увеличилась вдвое к 1945 году.
В первое послевоенное пятилетие выпуск печати (главным образом газет) увеличивался быстрыми темпами. Значимым событием стал переход предприятия под контроль Управления делами ЦК КПСС. Основывается газета «Вечерний Новосибирск».
В 1962 году решением Управления делами ЦК КПСС началось проектирование новых объектов производства. С 1965 по 1977 год для издательско-полиграфического предприятия вводится поэтапно новый комплекс зданий.
В конце 1970-х — начале 1980-х годов издательство находилось на пике своего развития. Объём выпуска центральных журналов достигал 15 млн экземпляров за месяц, а печатная продукция распределялась по всей Сибири и Дальнему Востоку. Помимо производства велось также строительство дошкольных учреждений, жилых зданий, возводился санаторий-профилакторий «Сибиряк».
По данным на 1998 год, «Советская Сибирь» использовала лишь 30—40 % своего производственного потенциала.

## Комплекс зданий издательства
Проект комплекса зданий был разработан архитектором В. А. Хандошко и инженерами И. П. Евсеенко, В. П. Петерсом. Согласно разработанному проекту, новый комплекс должен был разместиться на участке около бывшего каменного карьера, на тот момент полностью выработанного и заполненного водой. С севера из грунта на поверхность выходили тёмно-серые скалы. Участок с одной стороны ограничивает малая река Тула, а с другой — перекрёсток улиц Сибиряков-Гвардейцев и Немировича-Данченко. В состав комплекса входят пять корпусов: газетно-ротационный, типографский, вспомогательный, редакционно-издательский и журнальный.

## Директора
- И. И. Кроткий (1923—1929);
- М. Б. Грейман (1929—1933);
- М. З. Давыдов (1933—1937);
- В. К. Антонов (1937—1941);
- И. М. Трофилов (1941—1945);
- Н. А. Чернаков (1945—1948);
- Н. К. Пронин (1948—1955);
- И. Г. Васильченко (1956—1972);
- В. Ф. Комов (1972—2001)
- В. А. Корягин (с 2001)[3]